# Ibn Saud
Abdulaziz ibn Abdul Rahman ibn Faisal ibn Turki ibn Abdullah ibn Muhammed Al Saud (arapski: عبد العزيز بن عبد الرحمن آل سعود Rijad, 15. siječnja 1875. - Ta'if, 9. studenog 1953.), obično poznat u arapskom svijetu, kao Abdulaziza, a na Zapadu kao Ibn Saud, bio je prvi vladar i osnivač Saudijske Arabije, "treće saudijske države".
Osvojio je grad Rijad 1902., koji je bio nekadašnje sjedište njegovih predaka i tim osvajanjem započeo tri desetljeća osvajanja, koja su dovela do toga, da je postao vladar gotovo sve središnje Arabije. Učvrstio je svoju kontrolu nad regijom Nedžd 1922., a zatim osvojio regiju Hedžas 1925. Proširio je svoje dominione na Kraljevinu Saudijsku Arabiju 1932. Za vrijeme njegova kraljevanja otkrivena je nafta u Saudijskoj Arabiji 1938. i počela je velika proizvodnja nafte nakon Drugog svjetskog rata. Imao je 45 sinova i brojne kćeri. Svi naredni kraljevi Saudijske Arabije potječu od njega.

## Vanjske poveznice
|  | Zajednički poslužitelj ima još gradiva o temi Ibn Saud |